# Nana Komatsu
Nana Komatsu (jap. 小松菜奈 Komatsu Nana; ur. 16 lutego 1996 w Tokio) – japońska aktorka i modelka.
Uhonorowana w 2015 Nagrodą Japońskiej Akademii Filmowej w kategorii odkrycie roku.

## Kariera
Nana Komatsu urodziła się w Tokio w 1996. W 2013 wystąpiła w krótkometrażowym filmie Tadaima. Rola Sumire stanowiła jej debiut ekranowy. W następnym roku zagrała jedną z głównych ról w japońskim thrillerze Kanako w krainie czarów w reżyserii Tetsuya Nakashimy. W 2015 wystąpiła w kryminale Yokokuhan oraz komedii Bakuman. W 2016 Komatsu wystąpiła u boku Andrew Garfielda i Adama Drivera w wyreżyserowanym przez Martina Scorsese dramacie historycznym Milczenie, którego scenariusz był adaptacją powieści Shūsaku Endō Chimmoku.

## Życie prywatne
Pod koniec 2021, poślubiła muzyka i piosenkarza Masakiego Sudę, z którym spotykała się od marca 2020.